# 高知県立春野総合運動公園球技場
高知県立春野総合運動公園球技場（こうちけんりつはるのそうごううんどうこうえんきゅうぎじょう）は、高知県高知市の高知県立春野総合運動公園にある球技場兼陸上競技場。施設は高知県が所有し、公益財団法人高知県スポーツ振興財団が指定管理者として運営管理を行っている。

## 沿革
- 1978年（昭和53年） - 球技場を敷地造成工[2]。
- 1985年（昭和60年） - 球技場を慨成。
- 1990年（平成2年） - 球技場スタンド等設置完成。

## 施設概要
- 敷地面積：18,000m2[3]
- 収容人員：1,800人[1]
- 競技施設 ：サッカー（105m×68m）、ラグビー（144m×69m）

## 周辺施設
- 高知県立春野運動公園野球場 - 埼玉西武ライオンズのキャンプ地として使われる。
- 陸上競技場 - 高知ユナイテッドSC、llamas高知FC、FC R,S,Gのホームゲーム。
- 屋内運動場
- 運動広場
- ソフトボール球場
- 体育館
- テニスコート
- 射撃場
- アーチェリー場
- 相撲場

## アクセス
- JR高知駅から30分